# كاذي أرجواني داكن
كاذي أرجواني داكن (الاسم العلمي:Pandanus atropurpureus) هو نوع من النباتات يتبع جنس الكاذي من الفصيلة الكاذية.